# MPTP
1-ميثيل-4-فينيل 6,3,2,1-رباعي هيدرو البيريدين مركب عضوي صيغته C12H15N ويعرف اختصاراً MPTP.
يعد MPTP سلفاً للسم العصبي +MPP ‏ (1-ميثيل-4-فينيل البيريدينيوم)، بواسطة الإنزيم أكسيداز أحادي الأمين B؛ ويعد +MPP من مسببات الأعراض الدائمة لمرض باركنسون إذ يعمل على تدمير عصبون الدوبامينية في منطقة المادة السوداء في الدماغ.
يستخدم MPTP في الدراسات والأبحاث المتعلقة بمرض باركنسون؛ وذلك على فئران التجارب.